# Pretty Much Dead Already
Pretty Much Dead Already é o sétimo episódio da segunda temporada da série de televisão do gênero terror e drama pós-apocalíptico The Walking Dead. O episódio foi ao ar originalmente em 27 de novembro de 2011 na AMC, nos Estados Unidos, e em 29 de novembro do mesmo ano, no Brasil, no canal Fox Brasil. No episódio, Glenn Rhee (Steven Yeun) revela que existem zumbis no celeiro dos Greene, fazendo com que o grupo se pergunte o que fazer. Hershel Greene (Scott Wilson) estabelece um prazo para o grupo ir embora, a menos que Rick Grimes (Andrew Lincoln) faça uma tarefa difícil. Enquanto isso, Shane Walsh (Jon Bernthal) lentamente perde sua sanidade depois que vários segredos em sua volta são revelados e Carol Peletier (Melissa McBride) começa a questionar se sua filha, Sophia será encontrada.
O episódio foi escrito por Scott M. Gimple e dirigido por Michelle MacLaren. A Morte de Sophia Peletier é um tema de destaque em "Pretty Much Dead Already"; ela foi morta por Rick após sua transformação em zumbi. Robert Kirkman sentiu que matando Sophia, adicionaria mais dimensão a série, e criaria mais flexibilidade em lembrar a progressão da história, como progredindo para diferentes histórias, com Carol sobrevivendo sem sua filha, em oposição ao contrário. "Pretty Much Dead Already" gerou aclamação crítica, que elogiou a conclusão do episódio e o desenvolvimento dos personagens. Após ser exibido nos Estados Unidos, o episódio alcançou 6.62 milhões de visualizações e se tornou a transmissão de TV a cabo de maior audiência do dia, como o quarto programa de TV a cabo mais visto da semana.
1. ↑  «Pretty Much Dead Already». AMC. 28 de novembro de 2011